# Broccolo romanesco

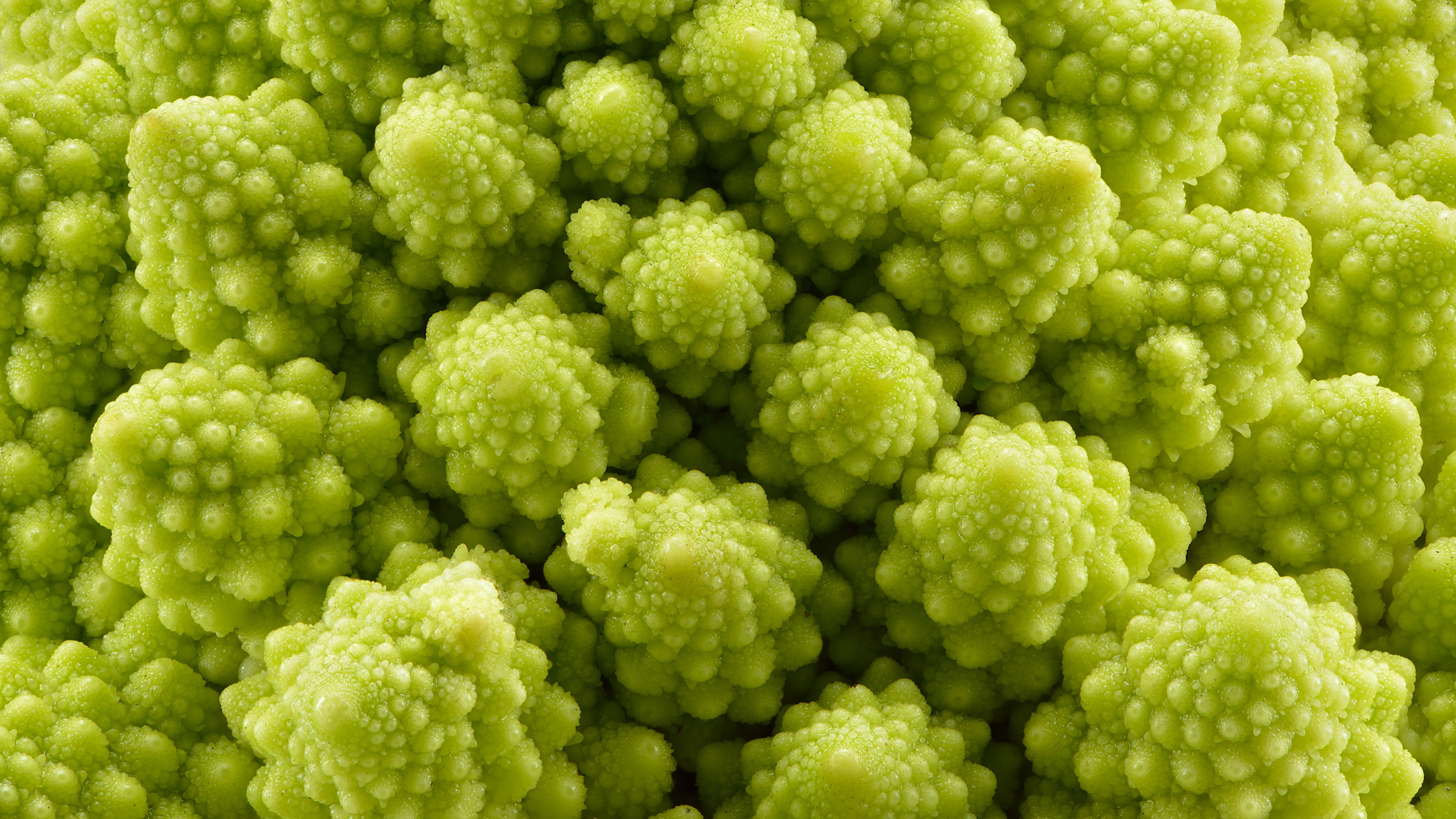
Dettagli dell'infiorescenza

Il broccolo romanesco è una cultivar di cavolo appartenente al gruppo botrytis. I broccoli rientrano nel gruppo di piante di cui non vengono mangiate le foglie bensì le infiorescenze non ancora mature.

## Storia
Questo broccolo è conosciuto in tutta la campagna romana da tempo remoto. Nel 1834 Giuseppe Gioacchino Belli, uno dei poeti in romanesco più noti ed importanti insieme a Trilussa, nel suo sonetto Er testamento der Pasqualino chiama l'ortolano "Torzetto" perché coltivava e vendeva i broccoli romaneschi.

## Descrizione

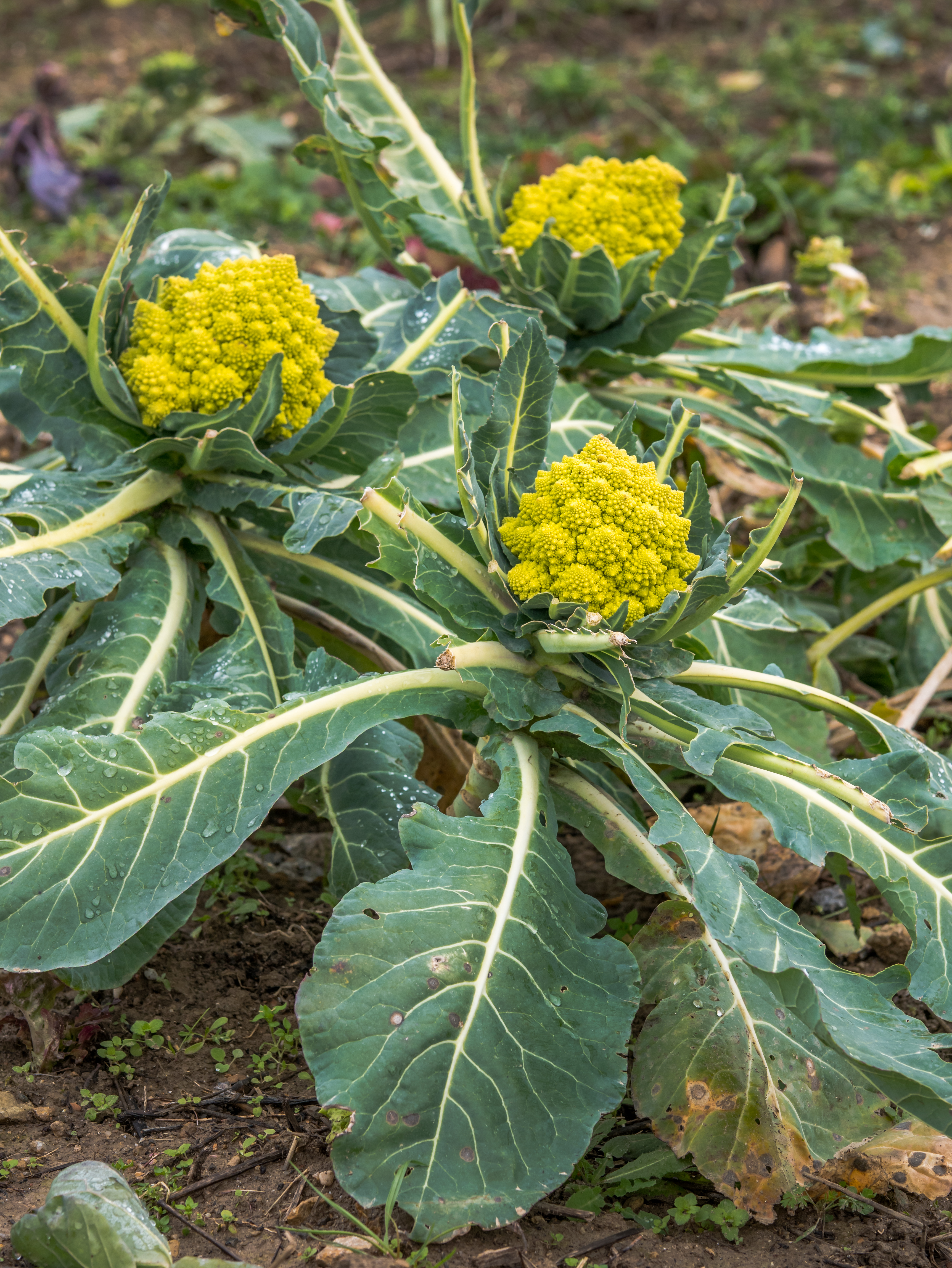
Broccolo romanesco nel campo

Il broccolo romanesco assomiglia ad un cavolfiore, ma è verde chiaro, ha una forma piramidale e tante piccole rosette disposte a spirale, rosette che riproducono la forma principale e si ripetono con regolarità. Ogni rosetta è composta da numerose rosette più piccole.
La forma è interessante perché mostra un aspetto frattale. Infatti l'infiorescenza ha una forma piramidale e lungo una spirale la stessa forma piramidale viene ripetuta più in piccolo e così via per un certo numero di livelli (autosomiglianza).

## Proprietà nutritive
Questo vegetale è formato per il 92% da acqua e presenta una piccola percentuale di fibre e proteine. Contiene, poi, alcuni sali minerali come potassio, calcio, magnesio e fosforo.
È ricco di antiossidanti e vitamine C, A e di quelle del gruppo B. Presenta inoltre usi terapeutici come cibo vermifugo, emolliente e antianemico.
Si registra anche la presenza degli isotiocianati.